# Visione degli angeli ai quattro angoli della terra
La Visione degli angeli ai quattro angoli della terra è un affresco (circa 350x300 cm) di Cimabue e aiuti, databile attorno al 1277-1283 circa e conservato nel transetto sinistro della basilica superiore di San Francesco di Assisi. 

## Storia
La datazione degli affreschi di Cimabue è piuttosto discorde, sebbene negli studi più recenti si sia assestata a un periodo tra il 1277, anno dell'elezione al soglio pontificio di Niccolò III e il 1283 circa. 
Gli affreschi di Cimabue sono in generale in condizioni mediocri o pessime. La zona del transetto sinistro è decorata dalle Storie apocalittiche, un soggetto piuttosto raro, che è confrontabile, per l'arte italiana pregiottesca, solo con gli affreschi dell'abbazia di San Pietro al Monte a Civate, con le scene della cappella Velluti in Santa Croce e col Giudizio universale dei mosaici del battistero di Firenze o di Santa Maria in Trastevere.

## Descrizione e stile
La scena mostra una delle visioni di san Giovanni riportate nell'Apocalisse (VII, 1-3). Vi si racconta dei quattro angeli che stavano ai quattro canti della Terra (qui rappresentati ai "cantoni", cioè gli angoli, di una fortificazione a zig-zag) nell'attesa di dare avvio alla distruzione della terra, una volta che un angelo con sigillo divino (rappresentato in alto) avesse terminato di selezionare i giusti servitori di Dio segnandoli sulla fronte. Essi reggono i corni dei venti, con i quali, a tempo debito, scateneranno le forze della natura. Poggiano i piedi sulla terra nuda e sono rappresentati «con impeto, fantomatici, impressionanti e stravolti» (Sindona, p. 102).
La metà superiore è quasi del tutto perduta: nei frammenti si riconoscono delle montagne, alcuni alberi e un angelo frammentario (in alto a sinistra). In quest'ultima figura Zimmermann e Nicholson videro un san Francesco che ammonisce, ipotesi ripresa successivamente dalla Monferini che vi legge un accenno alla "sesta età" di rinnovamento evangelico descritta da Gioacchino da Fiore in cui sarebbero stati protagonisti i francescani. 
Al centro e in basso si trova una città fantastica, ricca di caseggiati a forma di solidi sfaccettati, con i lati colorati in maniera diversa a seconda di un rudimentale studio della luce. Le linee spezzate cercano di creare una rudimentale profondità spaziale, semplice ma efficace. 
Questo riquadro è uno dei pochi del ciclo in cui i colori si sono conservati in condizioni piuttosto accettabili, senza gravi alterazioni, a parte alcune parti degli angeli in cui i toni chiari e scuri sono invertiti per effetto dell'ossidazione della biacca. I colori predominanti sono il verde marino, il rosa acceso, il turchese.

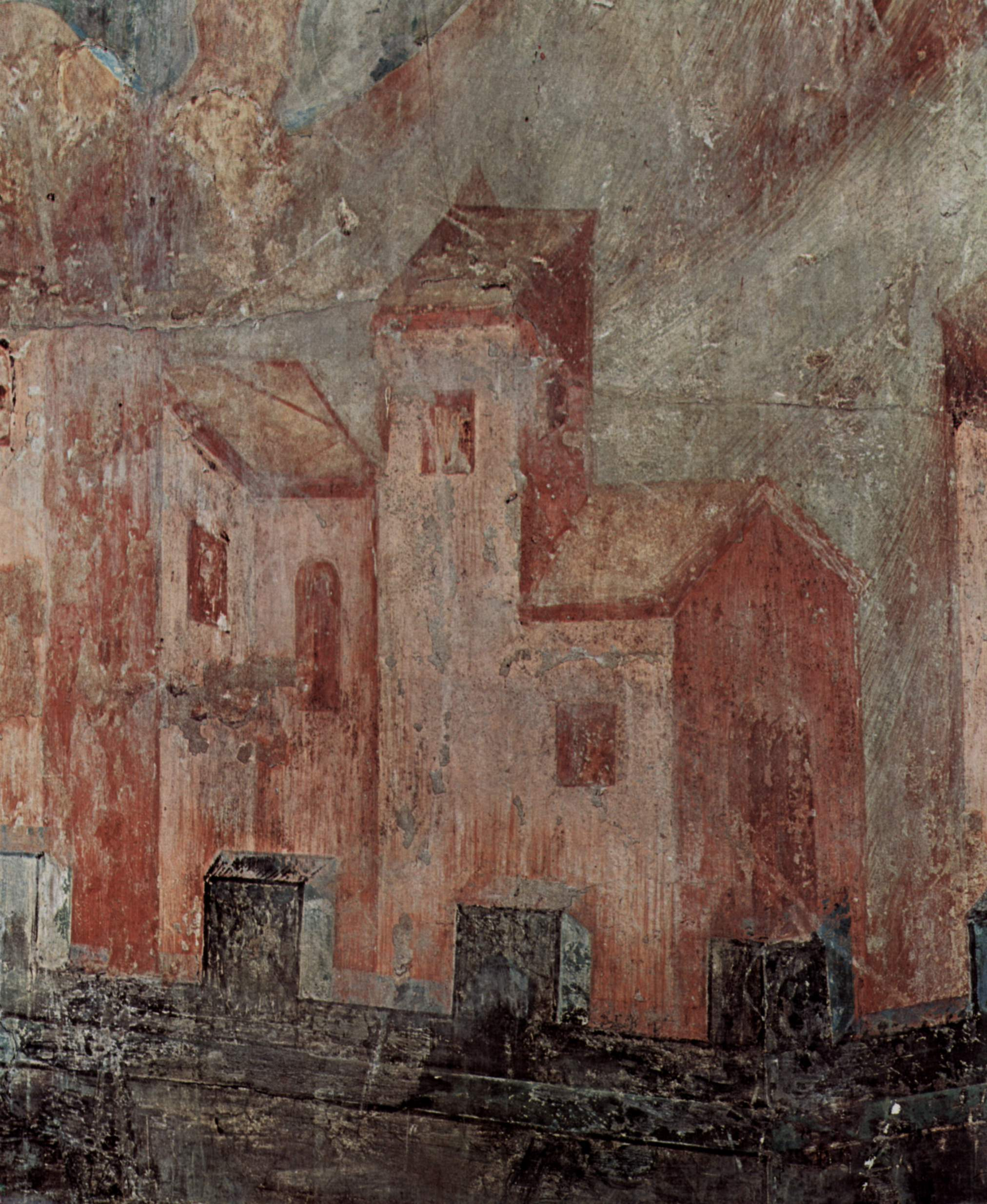
Dettaglio